# Sid Jacobson

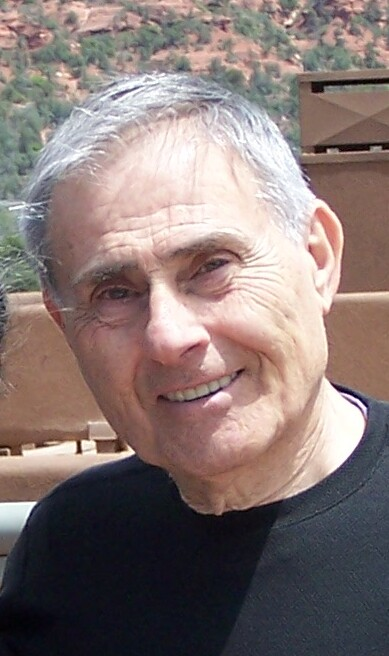
Sidney Jacobson

Sid Jacobson (* 20. Oktober 1929 in New York City, New York; † 23. Juli 2022 in San Francisco, Kalifornien) war ein US-amerikanischer Comic-Autor. Er war der Chefredakteur von Harvey Comics und Schöpfer der Comicfiguren Richie Rich, Hot Stuff und Casper. Später wurde er Chefredakteur bei Marvel Comics.
Zusammen mit Ernie Colón schuf er im August 2006 eine Comic-Version des 9/11 Commission Report (The 9/11 Report: A Graphic Adaptation). Im August 2008 veröffentlichten sie eine 160-seitige Fortsetzung: After 9/11: America's War on Terror.
Ein weiteres Gemeinschaftswerk mit Ernie Colón war A Graphic Biography: Che, die 2009 veröffentlicht wurde. Im Juli 2010 erschien A Graphic Biography: Anne Frank im holländischen Verlag Uitgeverij Luitingh.

## Werke
- The Ultimate Casper the Friendly Ghost ISBN 1-4165-0797-3
- The Ultimate Casper Comics Collection ISBN 1-59687-823-1
- The Ultimate Hot Stuff ISBN 1-4165-0835-X
- The Illustrated 911 Commission Report ISBN 0-670-91673-0
  - The 9/11 Report: die Comic-Adaption (dt. 2007)
- 9/11 Report: A Graphic Adaptation (2007) ISBN 1-4177-5788-4
- After 9/11: America's War on Terror (2001- ) (2007) ISBN 0-8090-2370-9
- A Graphic Biography: Che (2009) ISBN 978-0-8090-9492-9
- A Graphic Biography: Anne Frank
  - Anne Frank. Die Comic-Biografie Carlsen Comics 2010 ISBN 978-3-551-79185-6